# Campionati europei di ciclismo su pista 2025 - Chilometro a cronometro femminile
La gara del chilometro a cronometro femminile ai Campionati europei di ciclismo su pista 2025 si svolse il 15 febbraio 2025 presso il Omnisport Heusden-Zolder di Heusden-Zolder, in Belgio.

## Risultati

### Qualificazioni
I migliori otto atleti si qualificano alla finale.
| Pos | Nome                     | Nazione                     | Tempo    | Diff.   | Note |
| --- | ------------------------ | --------------------------- | -------- | ------- | ---- |
| 1   | Hetty van de Wouw        | Paesi Bassi                 | 1:04.729 |         | Q    |
| 2   | Clara Schneider          | Germania                    | 1:05.479 | +0.750  | Q    |
| 3   | Martina Fidanza          | Italia                      | 1:05.834 | +1.105  | Q    |
| 4   | Franziska Brauße         | Germania                    | 1:06.520 | +1.791  | Q    |
| 5   | Paulina Petri            | Polonia                     | 1:06.832 | +2.103  | Q    |
| 6   | Taky Marie-Divine Kouamé | Francia                     | 1:06.835 | +2.106  | Q    |
| 7   | Marith Vanhove           | Belgio                      | 1:07.143 | +2.414  | Q    |
| 8   | Neah Evans               | Regno Unito                 | 1:07.179 | +2.450  | Q    |
| 9   | Alina Lysenko            | Atleti Neutrali Autorizzati | 1:07.696 | +2.967  |      |
| 10  | Erin Creighton           | Irlanda                     | 1:08.580 | +3.851  |      |
| 11  | Oleksandra Lohviniuk     | Ucraina                     | 1:08.814 | +4.085  |      |
| 12  | Alla Biletska            | Ucraina                     | 1:08.881 | +4.152  |      |
| 13  | Beatrice Bertolini       | Italia                      | 1:08.988 | +4.259  |      |
| 14  | Anna Jaborníková         | Rep. Ceca                   | 1:09.030 | +4.301  |      |
| 15  | Helena Casas             | Spagna                      | 1:09.396 | +4.667  |      |
| 16  | Emma Jeffers             | Irlanda                     | 1:09.640 | +4.911  |      |
| 17  | Isabel Ferreres          | Spagna                      | 1:11.015 | +6.286  |      |
| 18  | Iona Moir                | Regno Unito                 | 1:12.799 | +8.070  |      |
| 19  | Marija Pavlović          | Serbia                      | 1:22.207 | +17.478 |      |

### Finale
La finale si è svolta nel pomeriggio del 15 febbraio
| Pos | Nome                     | Nazione     | Tempo    | Diff.  | Note |
| --- | ------------------------ | ----------- | -------- | ------ | ---- |
| 1   | Hetty van de Wouw        | Paesi Bassi | 1:04.497 |        | WR   |
| 2   | Martina Fidanza          | Italia      | 1:05.969 | +1.472 |      |
| 3   | Clara Schneider          | Germania    | 1:06.745 | +2.248 |      |
| 4   | Franziska Brauße         | Germania    | 1:06.959 | +2.462 |      |
| 5   | Paulina Petri            | Polonia     | 1:07.172 | +2.675 |      |
| 6   | Taky Marie-Divine Kouamé | Francia     | 1:07.293 | +2.796 |      |
| 7   | Marith Vanhove           | Belgio      | 1:07.690 | +3.193 |      |
| 8   | Neah Evans               | Regno Unito | 1:08.015 | +3.518 |      |